# Juri Alexandrowitsch Kokscharow
Juri Alexandrowitsch Kokscharow (russisch Юрий Александрович Кокшаров; * 1. November 1985 in Tscheljabinsk, Russische SFSR) ist ein russischer Eishockeyspieler, der seit Mai 2018 bei Disel Pensa in der Wysschaja Hockey-Liga unter Vertrag steht.

## Karriere

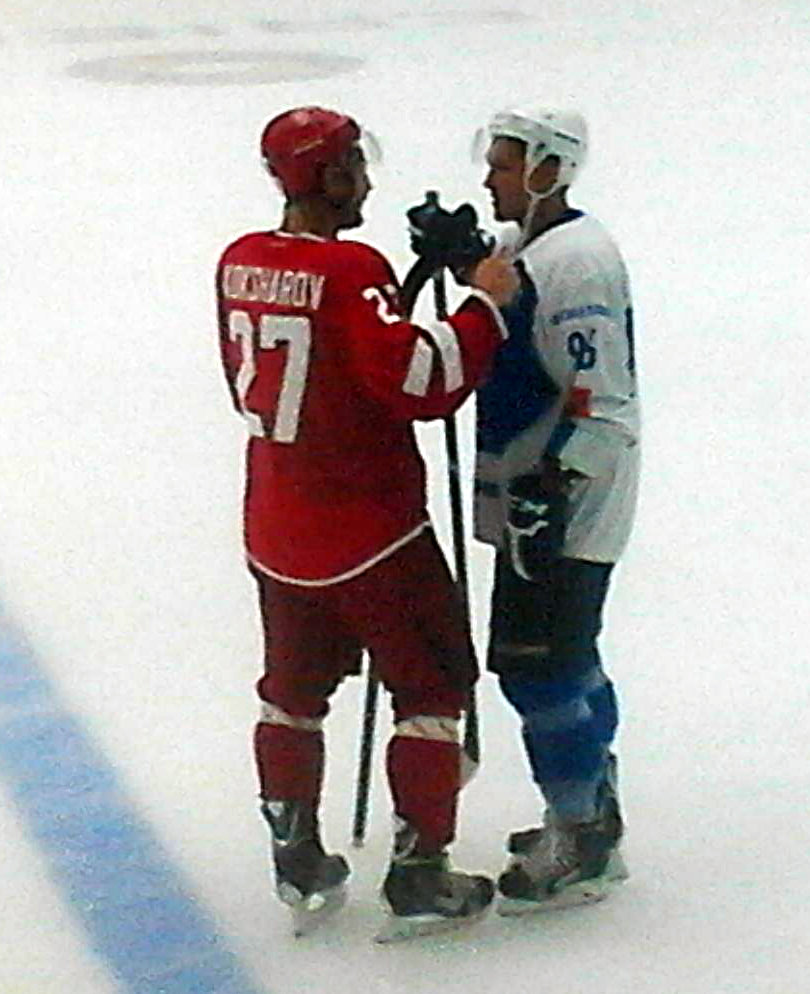
Juri Kokscharow (links)

Juri Kokscharow begann seine Karriere als Eishockeyspieler bei Amur Chabarowsk, für dessen zweite Mannschaft er von 2002 bis 2004 in der drittklassigen Perwaja Liga aktiv war. Anschließend gab der Center sein Debüt im professionellen Eishockey, als er für das Farmteam Amurs, die Golden Amur aus der multinationalen Asia League Ice Hockey, in insgesamt 43 Spielen je 13 Tore und Vorlagen erzielte. Die folgenden vier Jahre verbrachte er in der Wysschaja Liga, der zweiten russischen Spielklasse, in der er nacheinander für Sauralje Kurgan, Kristall Saratow und den HK Jugra Chanty-Mansijsk auf dem Eis stand. Einszig gegen Ende der Saison 2007/08 stand er beim Erstligisten HK Lada Toljatti unter Vertrag, kam jedoch nur für dessen zweite Mannschaft in der Perwaja Liga zum Einsatz. 
Zur Saison 2009/10 kehrte Kokscharow zu seinem Ex-Club Amur Chabarowsk zurück, der in der Zwischenzeit in die Kontinentale Hockey-Liga aufgenommen worden war. In seiner ersten KHL-Spielzeit erzielte der Russe in 49 Spielen sieben Tore und gab weitere vier Vorlagen.
Im Mai 2011 wurde Kokscharow von Metallurg Nowokusnezk verpflichtet, kam aber bis auf eine KHL-Partie bei Jermak Angarsk zum Einsatz. Über die zweite Mannschaft von HK Donbass Donezk und Toros Neftekamsk kam Kokscharow im September 2013 zu Witjas Podolsk, wo er bis 2017 spielte.

## KHL-Statistik
(Stand: Ende der Saison 2016/17)